# Sematophyllum parvifolium
Sematophyllum parvifolium är en bladmossart som beskrevs av Edwin Bunting Bartram 1960. Sematophyllum parvifolium ingår i släktet Sematophyllum och familjen Sematophyllaceae. Inga underarter finns listade i Catalogue of Life.